# 九宫算
九宮算，漢末三國時期數學家徐岳在其著作《數術記遺》中曾記載的古算法之一，乃以「九宮珠算盤」來進行運算的一種算法。
《數術記遺》記載：“九宮算：五行參數，猶如循環。”為該書作注的北周甄鸞提出14種算法後，特別指出了“九宮算”與其他各種算法在原則上的區別：“唯有九宮，守一不移，位依行色，並應無窮”。甄鸞注稱：“九宮者，即二四為肩，六八為足，左七右三，戴九、履一，五居中央。五行參數者，設位之法依五行”。至於“五行之色”，甄鸞注：“一位第一用玄珠，十位第二用赤珠，百位第三用青珠，千位第四用白珠，萬位第五用黃珠，十萬位以赤線繫黃珠，百萬位以青線繫黃珠，千萬位以白線黃珠，萬萬位曰億，以黃線繫黃珠。自余諸位為兼之，故曰並應無窮也”。九宮算式以九宮圖的數字位置表示九個基數，以珠的不同顏色定位。